# Lokva-hegység
A Lokva-hegység (románul: Munții Locvei vagy Munții Locva) a Déli-Kárpátok középhegysége, a Bánsági-hegyvidék délnyugati, az Al-dunai-hegyvidék nyugati részén, a romániai Krassó-Szörény megyében. Délről az Al-dunai-szoros határolja, északról a Néra-sík keleti nyúlványa, egy 30 km hosszú sziklaszoros választja el az Oravicai-dombságtól és az Aninai-hegységtől, keletről az Almás-hegység vonulatai szegélyezik. Legmagasabb pontjai a Balony (651 m) és a Fontana Grosz (Fântăna Grosei, 636 m). A hegység többnyire tölgy- és bükkerdők borította hegyhátakból, karrmezőkben és dolinákban, barlangokban gazdag, 500–600 m magas karsztfennsíkokból áll. Egyetlen nagyobb völgye a Rádonya (Radimna) völgye. A Lokva jelentős települése a déli peremén található Újmoldova.
A hegység geológiai értelemben elkülönül környezetétől, zöldpala fáciesű alkotókőzetei epimetamorfikus kőzetsort alkotnak. Keleti részén húzódik az észak–déli irányú, mélyében meggyűrt középkori üledéket rejtő Resica–Újmoldova-szinklinális. Nyugaton kristályos metamorf kőzetek (fillit, kloritpala és szerpentinpala), illetve magmás kőzetek vannak a felszínen. Néranádas délkeleti előterében lokálisan amfibolit- és gránitfelbukkanás található.